# کمیسیون ماده ۱۰۰ قانون شهرداری
کمیسیون ماده ۱۰۰ قانون شهرداری مرجعی برای رسیدگی به تخلفات ساختمانی از لحاظ ضوابط شهرسازی و ایمنی است. اگر شهروندانی که در ساخت و ساز دست دارند در زمینه ساختمان سازی مرتکب تخلفی شوند، این تخلف در کمیسیون ماده ۱۰۰ مورد رسیدگی قرار می‌گیرد. ماده ۱۰۰ قانون شهرداری‌ها از ۱۱ تبصره تشکیل شده‌است.
تبصره‌های دو تا شش قانون ماده ۱۰۰ شهرداری که مصوب سال ۱۳۳۴ است، این کمیسیون را مخیر کرده که با اخذ جریمه مالی تخلفات ساخت و ساز مانند احداث بنای بدون پروانه، عدم احداث پارکینگ، تراکم اضافی را نادیده بگیرد.

## درآمدها از تخلفات ساختمانی
تخلفات در ساخت و ساز یکی از منابع درآمدی برای شهرداری‌های ایران است. طریقه وصول این درآمدها از طریق کمیسیون ماده ۱۰۰ قانون شهرداری در شهرداری‌ها است. منافع مادی که در اثر تخلفات ساختمانی و توسط کمیسیون‌های ماده ۱۰۰ عاید شهرداری‌ها می‌شود، روند بروز تخلفات عمدی در ساخت و سازهای شهری را تشدید نموده‌است. در شهرداری‌های ایران سوداگری وجود دارد که در آن مقررات و ضوابط قابل خرید و فروش هستند.

## اعضای کمیسیون ماده ۱۰۰
1. نماینده دادگستری
2. نماینده شورای شهر
3. نماینده فرمانداری
4. نماینده شهرداری که حق رای ندارد.

## تعارض منافع در کمیسیون ماده ۱۰۰ شهرداری
بر اساس نظر کارشناسان، شهرداری‌ها در حال حاضر همواره در دوراهی تعارض منافع، یعنی انتخاب بین انجام وظایف خود که پیشگیری از تخلفات ساختمانی و صدور حکم تخریب یا اصلاح است و راه دوم یعنی افزایش درآمد خود از طریق تبدیل تخلفات به جریمه مالی قرار دارند.
بر اساس تعاریف متداول ادبیات تعارض منافع، این موقعیت را تعارض درآمد و وظیفه می‌نامند.

## تخلف هایی که در کمیسیون ماده 100 قانون شهرداری ها مورد بررسی می‌گیرند، عبارت‌اند از:
- تبدیل استفاده باغ(با قطع اشجار)
- تبدیل پارکینگ به مسکونی یا تجاری و …
- استفاده حرف پزشکی از واحدهای مسکونی
- ساختن در مناطق ممنوعه
- ساختن بالکن
- تفکیک اعیانی‌های تجاری بدون مجوز یا برخلاف ضوابط
- قطعه‌بندی زمین بدون مجوز یا مغایر با ضوابط تفکیک عرصه
- تغییر کاربری
- تغییرات در آپارتمان
- تقسیم یک واحد ساختمانی بدون مجوز یا مغایر با ضوابط تفکیک اعیانی
- تغییر نوع استفاده ساختمان
- ساختن بدون پروانه ساختمان
- ساختن ساختمان در اراضی فاقد کاربری
- ساختن اعیانی مغایر با نقشه و مفاد پروانه ساختمانی
- ساختن ساختمان بیش از سطح اشغال مجاز
- ساختن اعیانی مازاد بر‌پروانه اعم از کم یا بیشتر از تراکم مجاز
- ساختن اعیانی بیشتر از ارتفاع مندرج در پروانه یا مغایر با ضوابط
- ساختن ساختمان طبق نقشه ولیکن در ملک دیگر یا در ضلع دیگر همان ملک
- اشرافیت به املاک و ساختمان‌های مجاور
- رعایت نکردن استحکام بنای ساختمان
- رعایت نکردن ایمنی بنا در ساختمان
- رعایت نکردن بهداشت در ساختمان
- رعایت نکردن عقب‌کشی املاک از برهای اصلاحی معابر و خیابان‌ها[۶]